# Johann von Rohrbach

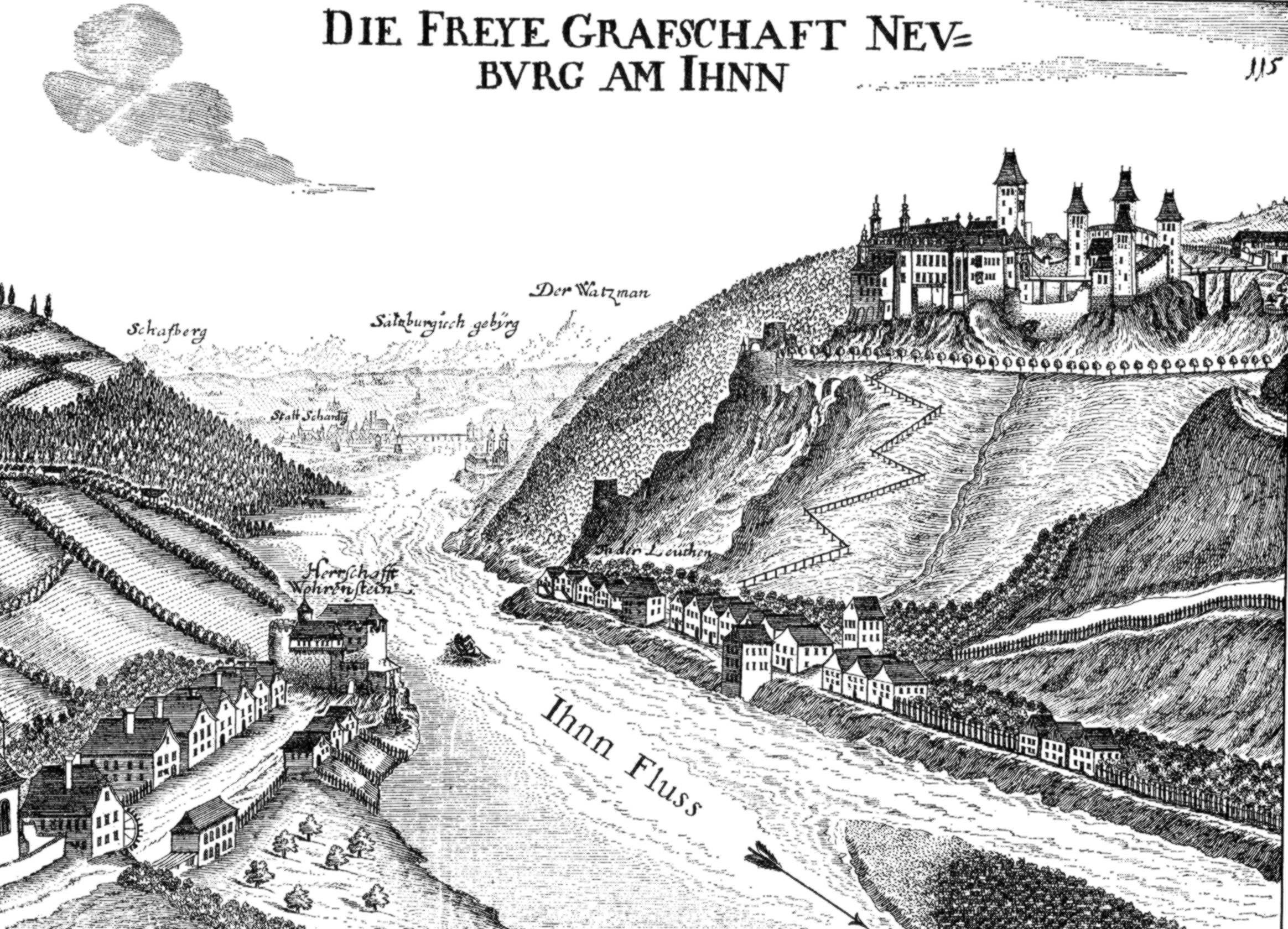
Die Grafschaft Neuburg am Inn von Georg Matthäus Vischer aus dem Jahre 1674.

Johann von Rohrbach zu Rohrbach Reichsgraf zu Neuburg am Inn (* vor 1426; † 1467) war ein österreichischer Adeliger, der durch seine Verdienste von Kaiser  Friedrich III. 1463 zum Reichsfreiherren und wenige Tage darauf zum Reichsgrafen erhoben wurde, aber schon vier Jahre später als erster – und letzter – Graf seines Hauses verstarb.

## Leben und Wirken

### Herkunft
Johann von Rohrbach entstammte dem niederösterreichischen Adelsgeschlecht von Rohrbach. Dieses trat mit Conrad von Rohrbach 1168 erstmals urkundlich auf. Es nannte sich nach dem inzwischen abgekommenen Stammsitz in Rohrbach, der zwischen Seitenstetten, Haag und St. Peter in der Au lag und an dessen Stelle heute das Schloss Rohrbach steht. Die Familie könnte wegen des ähnlichen Wappens mit der bayrischen Adelsfamilie, die sich nach Rohrbach an der Ilm nannte, gemeinsamer Herkunft sein.

#### Vorfahren

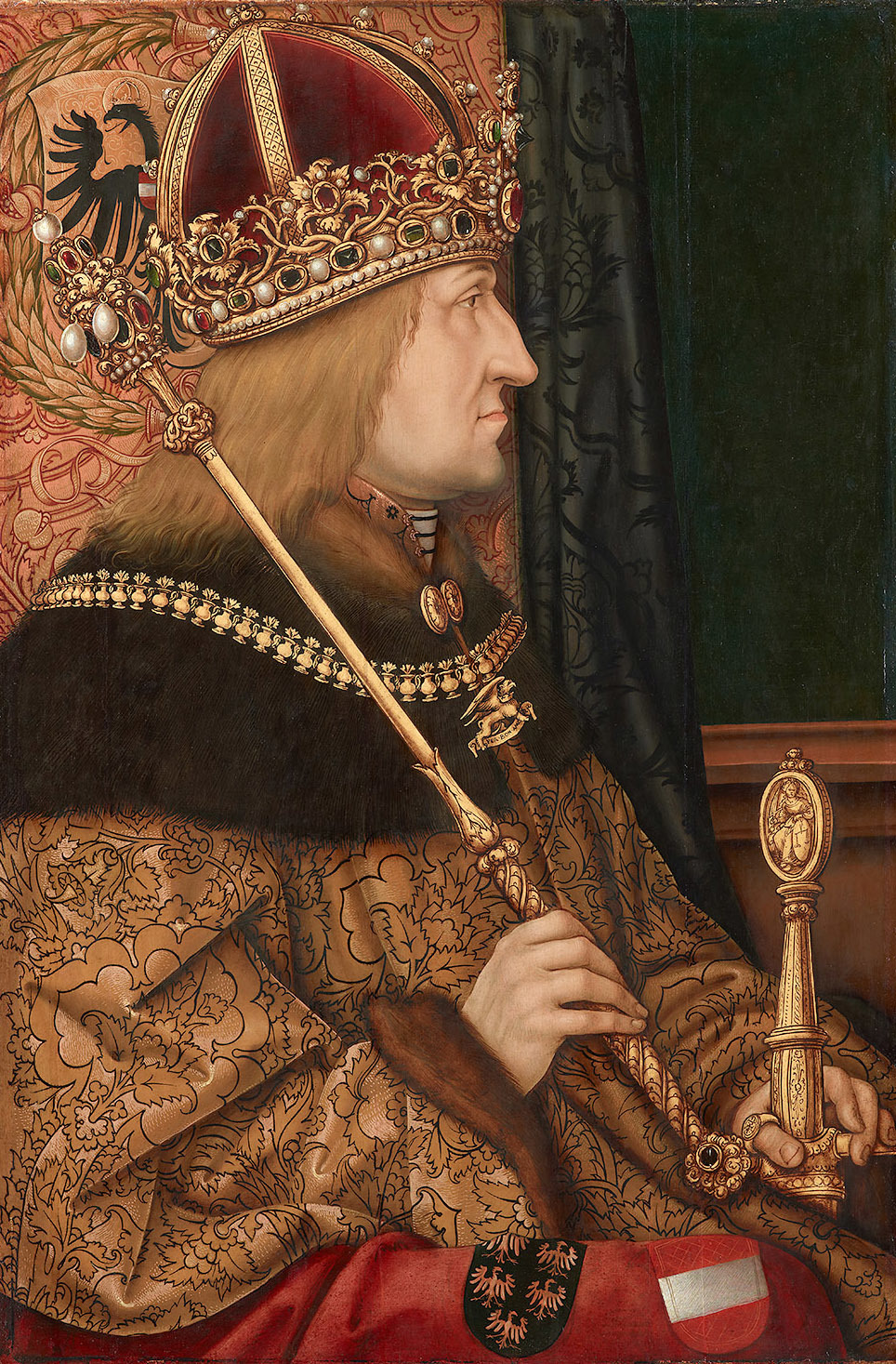
Hans Burgkmair der Ältere: Kaiser Friedrich III., Kunsthistorisches Museum Wien.

Johanns von Rohrbach war ein Sohn von Ulrich II. von Rohrbach († 1426), Pfleger der Herrschaft Seisenegg. Sein Großvater war Ulrich I. von Rohrbach, Vogt zu Haag und Landrichters in Österreich ob der Enns. Seine Mutter Anna (?) von Lasberg (cl. 1444) stammte aus dem oberösterreichischen Adel, der mit Benesch von Lazperg 1309 erstmals urkundlich auftritt, dessen Stammsitz sich im Gebiet der Gemeinde Lasberg befand. Anna war eine Tochter des Georg von Lasberg (cl. 1391–1398) und der Elisabeth von Au (cl. 1392).

### Geschwister
Johann hatte einen jüngeren Bruder, Georg von Rohrbach († 1467), welcher im Dienst von Erzherzog Albrecht VI. von Österreich stand. Georg erhielt von Albrecht VI. am 13. Dezember 1458 eine Schuldverschreibung über 7000 Dukaten, gesichert auf der Stadt Gmunden am Traunsee. Er erhielt dafür verschiedene Güter in der Gosau. 1462 erwarb Georg von seinem Bruder Johann die Herrschaft St. Peter in der Au. Er verstarb 1467 als Pfleger des Salzkammergutes zu Wildenstein in Bad Ischl.

### Im Dienst von Herzog Friedrich III. von Österreich

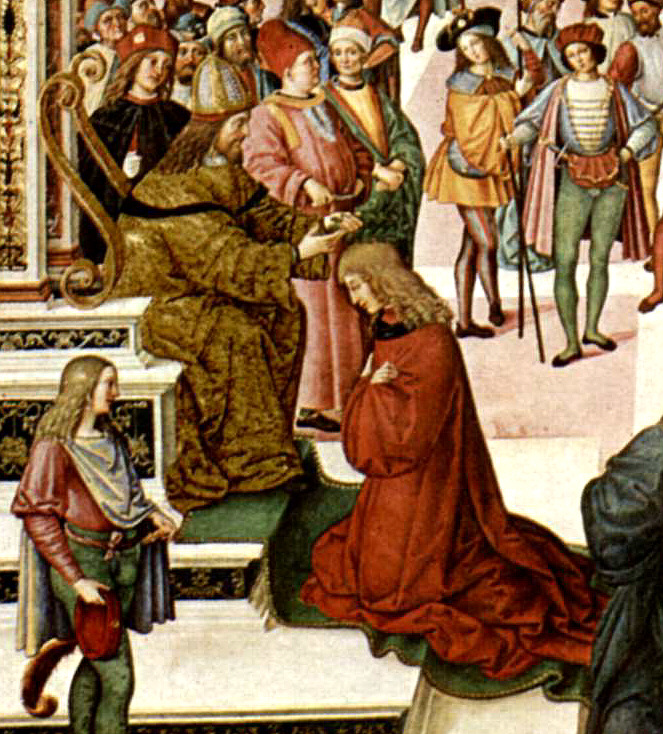
Dichterkrönung Piccolominis durch Friedrich III. (Ausschnitt aus einem Fresko von Pinturicchio).

Johann von Rohrbach trat nach seiner umfangreichen Ausbildung in die Dienste von Herzog Friedrich III. von Österreich, der seit 1440 römisch-deutscher König war. Er weilte daher vornehmlich am Hof Friedrichs in Wiener Neustadt und Graz. Dadurch stand Johann auch in Kontakt zu dem Humanisten, Historiker und Schriftsteller Enea Silvio Piccolomini, dem späteren Papst Pius II. Piccolomini stand ab 1443 über zehn Jahre im Dienst von König Friedrich, welcher ihn in Wien zum „Poeta laureatus“ krönte. Dieser war es auch, welcher wesentlich zur Verbreitung des Humanismus in Österreich und nördlich der Alpen beitrug.
Johann war als königlicher, später kaiserlicher, Rat und Kämmerer sowie als persönlicher Berater in die Gestaltung der Politik von König Friedrich III. eingebunden. Es lässt sich jedoch nicht feststellen, inwieweit er im Einzelnen einen Beitrag zur Gestaltung dieser Politik leisten konnte. An wichtigen Themen mangelte es dabei nicht, da damals eine Reichsreform diskutiert wurde. Hierbei bestand die Gefahr, dass die Kurfürsten – wegen der Ablehnung der Reform durch den Kaiser, der eine Schwächung seiner Stellung verhindern wollte – einen anderen Fürsten zum römisch-deutschen König wählten. Zugleich mussten auch die Beziehungen des Reiches zum Heiligen Stuhl geregelt werden. Diese erfolgte durch das im Jahre 1448 zwischen König Friedrich III. und Papst Nikolaus V. abgeschlossene Wiener Konkordat, welches bis zum Ende des Heiligen Römischen Reiches im Jahre 1806 Gültigkeit behielt.
Johann von Rohrbach wurde nach 1450 Pfandherr zu St. Peter in der Au. 1452 begleitete Johann von Rohrbach König Friedrich auf seiner Romfahrt, wobei er mit vielen anderen Gefolgsleuten von diesem persönlich in Rom auf der Engelsbrücke den Ritterschlag erhielt. Am 16. März 1452 wohnte Johann den Feierlichkeiten zur Vermählung Friedrichs III. mit der Infantin Eleonore von Portugal in Rom bei. Wenige Tage später, am 19. März 1452, nahm Johann ebenso an Krönung Friedrichs III. durch Papst Nikolaus V. in der Peterskirche Anteil.

### Haltung im „Bruderzwist“ im Haus Österreich
In den Erblanden des Hauses Österreich waren in Jener Zeit auf zwei Linien und in drei Teile aufgeteilt. Aus der älteren „Albertinischen Linie“ des Hauses, die in „Niederösterreich“ regierte, war es Herzog Albrecht V., seit 1438 als römisch-deutscher König, gelungen für rund zwei Jahre die spätere österreichische Donaumonarchie vorwegzunehmen. Als dieser 1439 starb, hinterließ er als Erben seinen erst nach seinem Tod geborenen Sohn, Ladislaus Postumus. Die „Leopoldinische Linie“ war in zwei Zweige gespalten, den älteren, der in „Innerösterreich“ regierte und den jüngeren Zweig, der in „Oberösterreich“ regierte.
Im Jahr 1439 wurde Friedrich durch den Tod von König Albrecht II. und durch das fast gleichzeitige Ableben von Herzog Friedrich IV. von Österreich in Tirol zum faktischen Oberhaupt des Hauses, da er zum Vormund der Erben der beiden Verstorbenen bestimmt wurde und damit die Kontrolle über die gesamten Erblande sowie über die Königreiche Ungarn und Böhmen übernahm. Dies geschah zum Missfallen nicht nur der ungarischen und böhmischen Stände, die ihre Länder effektiv seiner Kontrolle entzogen, sondern auch der niederösterreichischen Stände, die zusammengeschlossen im Mailberger Bund 1452 Herzog Ladislaus Postumus von Österreich mit Gewalt aus der Kontrolle von Friedrichs III. befreiten.
Hinzu kam der Protest im eigenen Haus, da Friedrichs jüngerer Bruder, Herzog Albrecht VI. von Österreich energisch auf einen Anteil an den Erblanden bestand. Nach dem Tod von Ladislaus Posthumus im Jahre 1457 kam es zum offenen Konflikt, da Friedrich III. sich als Senior des Hauses sich dessen Ländereien einverleibte, während Albrecht auf der Übertragung von dessen Anteil an den Erblanden bestand.
Johann von Rohrbach war unter den Räten, die die Ansprüche von Friedrich III. bedingungslos im Interesse einer Stärkung der Hausmacht des Kaisers unterstützten. Er war sogar an militärischen Maßnahmen beteiligt, um Friedrich an der Besitzname der Herzogtümer Österreich ob der Enns und Österreich unter der Enns zu hindern. Dies war nur teilweise erfolgreich, da es Albrecht gelang, sich in Österreich ob der Enns durchzusetzen und Kaiser Friedrich zwang dies am 21. August 1458 in einem Friedensschluss anzuerkennen.

### Aufstieg zum Reichsgrafen

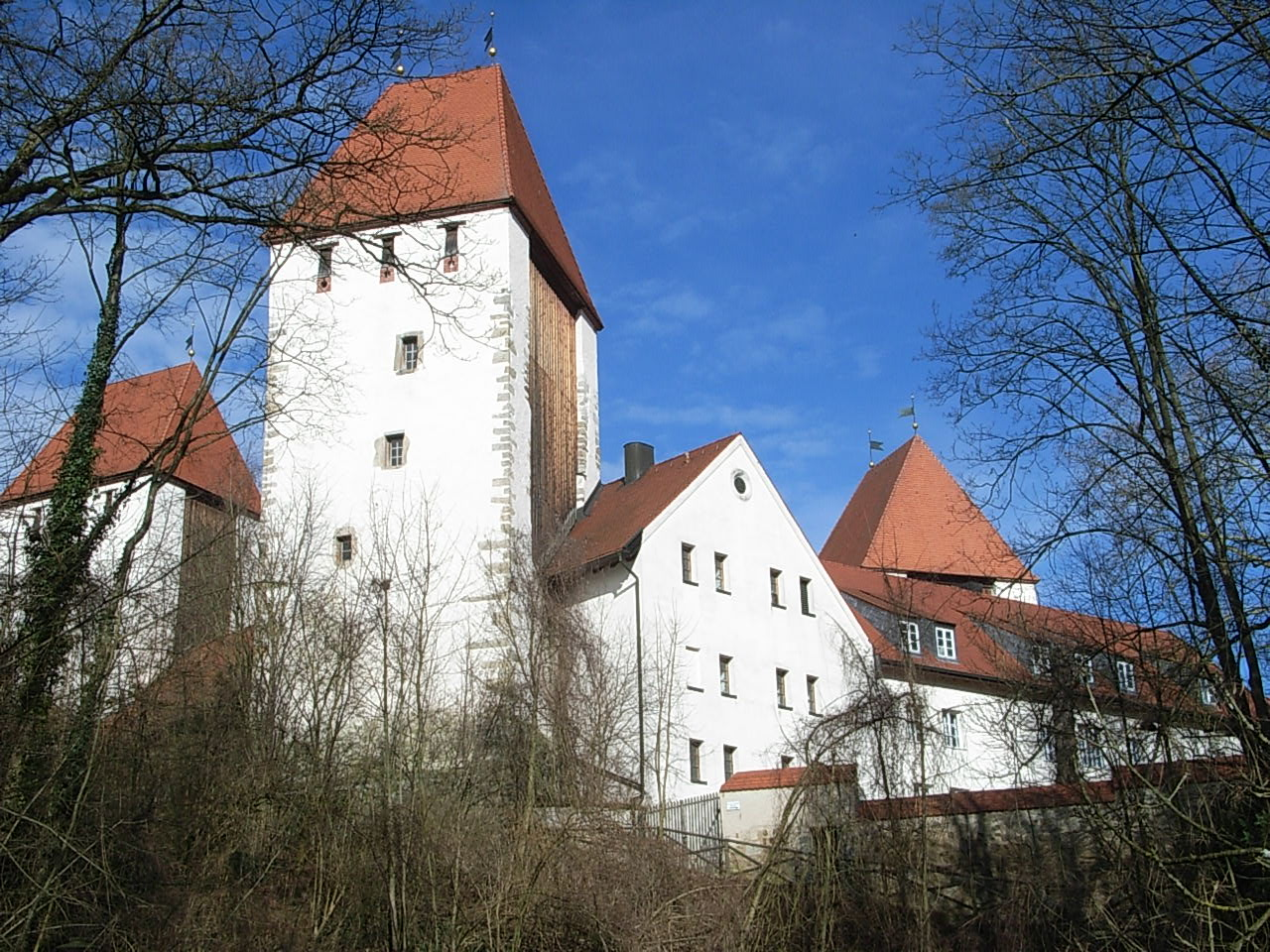
Blick auf die Vorburg von Schloss Neuburg am Inn.

Die von Johann von Rohrbach dem Kaiser bei der Verteidigung seiner Ansprüche geleistete Unterstützung wurde von diesem 1459 belohnt, indem er ihm – gemeinsam mit Johann von Ungnad von Weißenwolff – die Ehre übertrug, im Namen des Monarchen die Huldigung der niederösterreichischen Stände entgegenzunehmen.
Zum Höhepunkt des angesprochenen Bruderzwistes im Hause Habsburg kam es im Herbst 1462. Damals belagerte Albrecht VI., nachdem er zuvor Wien mit seinen Truppen besetzt hatte, mit Unterstützung der Wiener Bevölkerung den Kaiser, dessen Familie und seine engsten Vertrauten, darunter Johann von Rohrbach, in der Wiener Hofburg. Trotz der Verteidigungsbemühungen des Johann von Rohrbach und der Besatzung der Burg, musste Kaiser Friedrich III. angesichts der Übermacht kapitulieren und schließlich seinem Bruder Albrecht VI. noch das Herzogtum Österreich unter der Enns mit der Hauptstadt Wien übertragen.

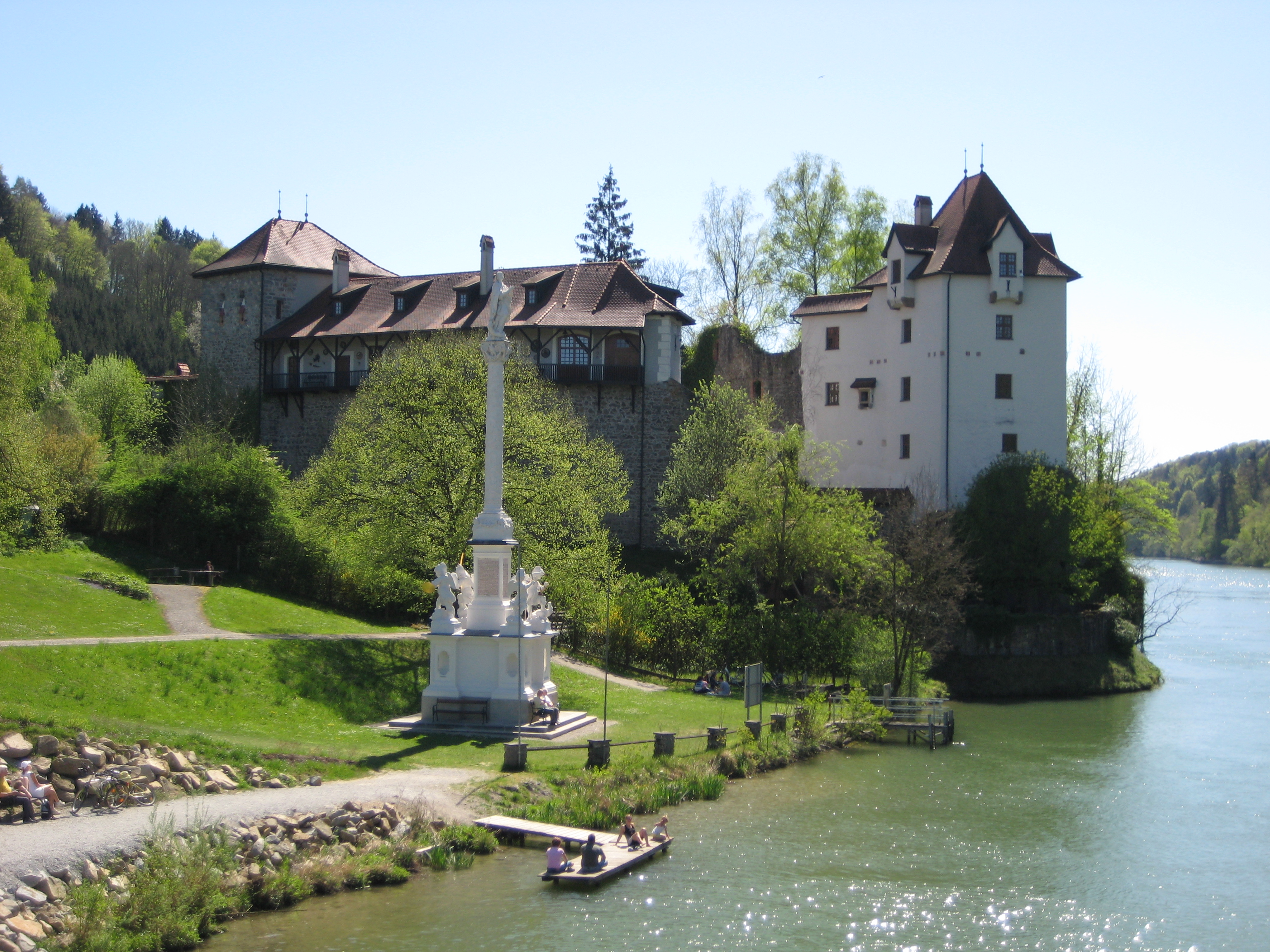
Burg Wernstein, von der Hängebrücke aus

Johann von Rohrbach wurde für die erwiesene Treue belohnt, indem ihm der Kaiser am 18. Mai 1462 die Herrschaft Neuburg am Inn mit den dazugehörigen Burgen, Wernstein, Frauenhaus und Neuenfels verkaufte und ihm für sämtliche Bedürfnisse seines Haushaltes Zollfreiheit gewährte.
Wenige Tage später wurde Johann von Rohrbach mit kaiserlicher Urkunde vom 28. Mai 1462 wegen seiner Verdienste – „besunnder an unserm Zug gegen Rom und Naples, da wir unsere kaiserliche kron empfangen – auch für den getreuen beystannd, den er uns, der allerdurchleichtigsten furstin, frawn Leonoren Römischen Kayserin, unser lieben Gemahel und dem hochgeboren Maximilianen, unserm lieben sun mit sampt andern unsern Grafen, Herrn, Rittern und Knechten in unser Burgkh zu Wienn, darin sie durch die von Wien herticlich behawert und bekumert gewesen sein, getan hat“ – in den Freiherrnstand als „Herrn von Rohrbach und des heiligen Reichs Edeln freien zu Newnburg auf dem Inn“ erhoben. Einen Tag später erhielt Johann noch das Privileg den Reichsadler auf seinem Schild zu führen. Noch eine Woche drauf, am 5. Juni 1462, erhob Kaiser Friedrich III. die Herrschaft Neuburg am Inn samt allen Zugehörungen zu einer Grafschaft des Heiligen Römischen Reiches „wie dies vor Alters gewesen“ und Johannes Herrn von Rohrbach, Christoph seinen Sohn und alle deren eheliche Leibserben zu Grafen und Gräfinnen des Heiligen Römischen Reiches. 1463 unterzeichnete Johann mit Friedrich III. einen Erbvertrag, worin festgelegt wurde, dass die Reichsgrafschaft heimfallen sollte, sobald der Mannesstamm Johanns aussterben sollte. Erbberechtigte Töchter sollten mit jeweils 2.000 Gulden ausbezahlt werden.

### Ende
Johanns Glück währte nicht sehr lang. Bereits kurz darauf stand Johann von Rohrbach an der Bahre seines einzigen Sohnes Christoph, mit dem er die Hoffnung begraben musste, seinen so rasch erworbenen hohen Titel und sein großes Vermögen an einen männlichen Nachkommen zu übergeben, um so den neu erworbenen Rang seiner Familie dauerhaft erhalten zu können. Jedoch konnte er sich noch einmal des Aufstieges seiner Familie erfreuen, da es ihm gelang, seine Tochter mit dem Reichsgrafen Sebastian I. von Ortenburg zu verheiraten.
Bald darauf verstarb Johann von Rohrbach im Jahre 1467, er wurde im Kloster Vornbach begraben. Mangels männlicher Nachkommen erlosch mit ihm auch die gräfliche Linie des Hauses Rohrbach, das schließlich in männlicher Linie mit Hanns Adam von Rohrbach († nach 1637) erlosch.

### Ehe
Johann Herr von Rohrbach war mit Scholastika von Weißpriach verheiratet, die aus dem Salzburger Adelsgeschlecht Weißpriach stammt. Scholastika war eine Tochter des Erasmus von Weißpriach und seiner Ehefrau, Afra Späher, und eine Enkelin des Bernhard von Weißpriach aus dessen Ehe mit Sophia von Auersperg.

## Nachfolge

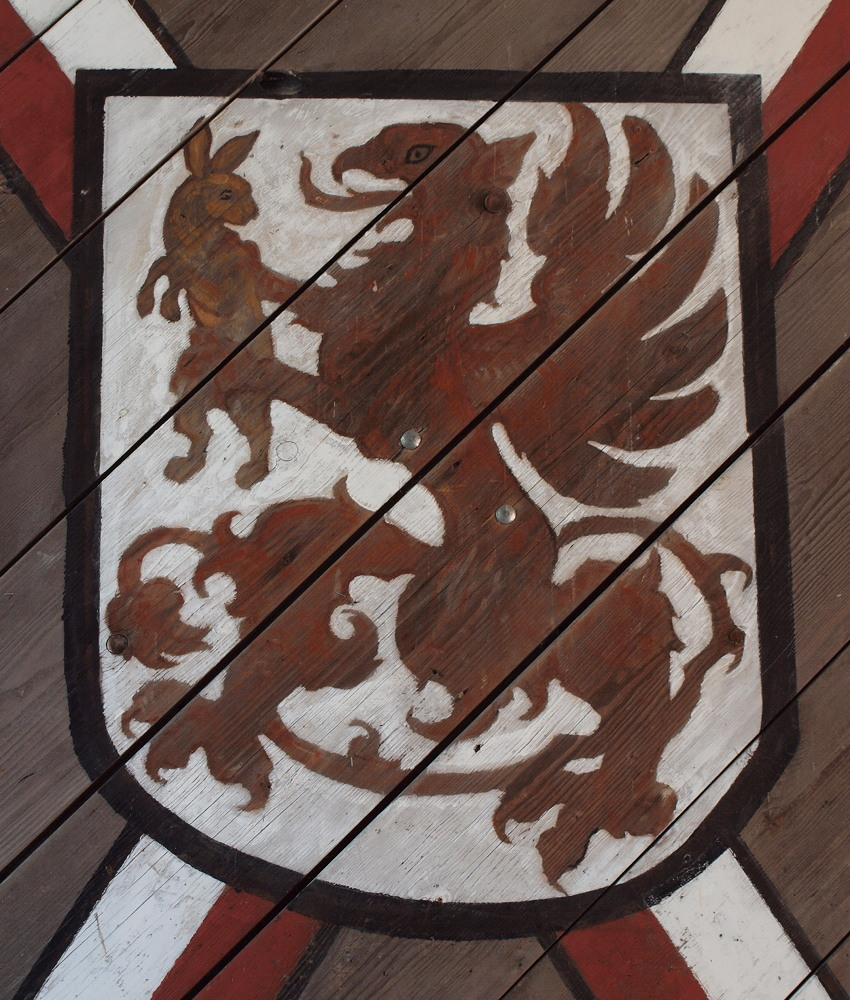
Wappen der Grafschaft Neuburg am Inn in der Darstellung auf dem äußeren Burgtor der Neuburg.

Johann von Rohrbach hatte bei seinem Tod keine männliche Nachkommenschaft hinterlassen, lediglich zwei Töchter. Eine davon, Maria war mit dem benachbarten Grafen Sebastian I. von Ortenburg verheiratet. Zunächst folgte jedoch seine Witwe Scholastika von Weisspriach als Besitzerin der Grafschaft. Zwei Jahre später erschienen kaiserliche Soldaten in Neuburg um den Erbvertrag von 1463 umzusetzen. Sie drangen in das Schloss ein und nahmen die Witwe und die Tochter Maria des Johann von Rohrbach gefangen nahmen. Sebastian I. von Ortenburg eilte darauf nach Neuburg, verschaffte sich Eingang in die Burg und konnte mit Hilfe angeworbener Soldaten die kaiserlichen Besatzungstruppen vertreiben und die Burg auch in der Folge erfolgreich verteidigen. Die Frage der Nachfolge blieb jedoch in Schwebe, da sich der Kaiser weigerte, Sebastian von Ortenburg mit der Grafschaft Neuburg zu belehnen, sondern darauf bestand, diese als erledigtes Lehen einzuziehen.
Zu einer Lösung des Streites kam es erst durch Vermittlung Herzog Ludwigs IX. von Bayern-Landshut im Jahre 1473 da auf dem Reichstage zu Augsburg 28. Juli 1473 ein Vertrag zwischen Graf Sebastian und Kaiser Friedrich geschlossen wurde, durch den die Grafschaft Neuburg von Sebastian und seine Gemahlin an den Kaiser gegen eine Entschädigung in Höhe von 2.000 Gulden zurückgegeben wurde.

### Nachkommen
- Christoph von Rohrbach Reichsgraf zu Neuburg am Inn, († jung vor 1476)
- Maria von Rohrbach Reichsgräfin zu Neuburg am Inn († nach dem 8. Mai 1496), ⚭ 1467  Sebastian I. Reichsgraf von Ortenburg zu Neu-Ortenburg († 1490/1491). Kinder u. a.:
  - Ulrich II., Graf von Ortenburg († 7. März 1524 in Söldenau), ⚭ (I) 21. Oktober 1500 Veronika von Aichberg († 1517), ⚭ (II) Barbara von Starhemberg (um 1470–1519)
    - Alexander Graf von Ortenburg (1501–1548), ⚭ Regina Bianca Freiin von Wolkenstein-Trostburg († 1539), der Stammvater der noch blühenden Linie der Grafen von Ortenburg